# 軛與箭

軛與箭

軛與箭（西班牙語：El yugo y las flechas），或稱軛與一束箭（西班牙語：El yugo y el haz de flechas）是一枚可追溯至西班牙天主教雙王——阿拉贡的费迪南二世和卡斯蒂利亚的伊莎贝拉一世——的徽章。它是费迪南和伊莎贝拉以及后来的天主教君主的統治象征，代表着一个团结的西班牙和“英雄种族的美德的象征” 。这枚徽章也暗示了君主的名字：Y代表Yugo（牛軛）和Ysabel（伊莎貝拉，以那時的拼法），F代表Flechas（箭）和Fernando（費迪南）。此外，牛轭象徵著平等和聯合，就像格言說的一樣：

Tanto monta, monta tanto, Isabel como Fernando
他們是一樣的，一樣的是他們，伊莎貝拉和費爾南多。

一束箭则指代古典道德故事，箭很容易被一根一根地被折断，但如果将它们绑在一起则坚不可摧。
在19世纪末，轭與箭已成为西班牙社会主义党派的政治象征。西班牙長槍黨就採用了它。

## 圖集

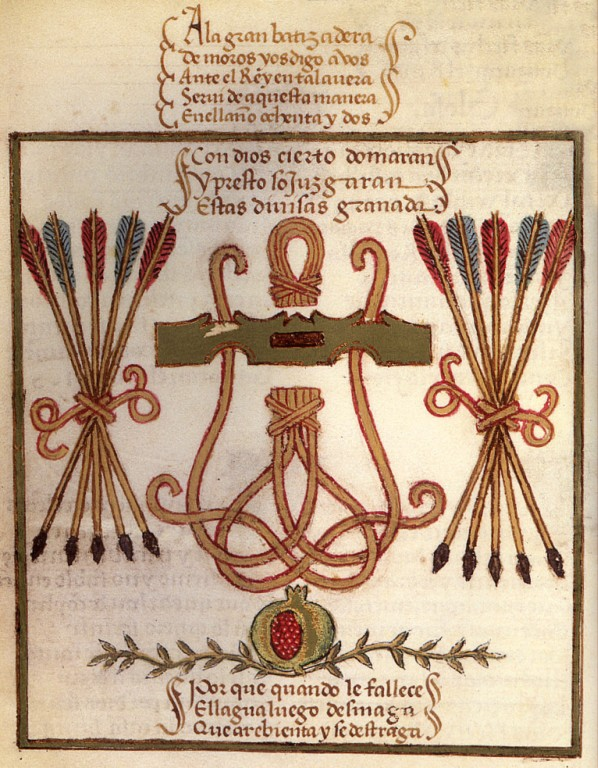
阿拉贡的费迪南二世和卡斯蒂爾的伊莎贝拉一世的徽章
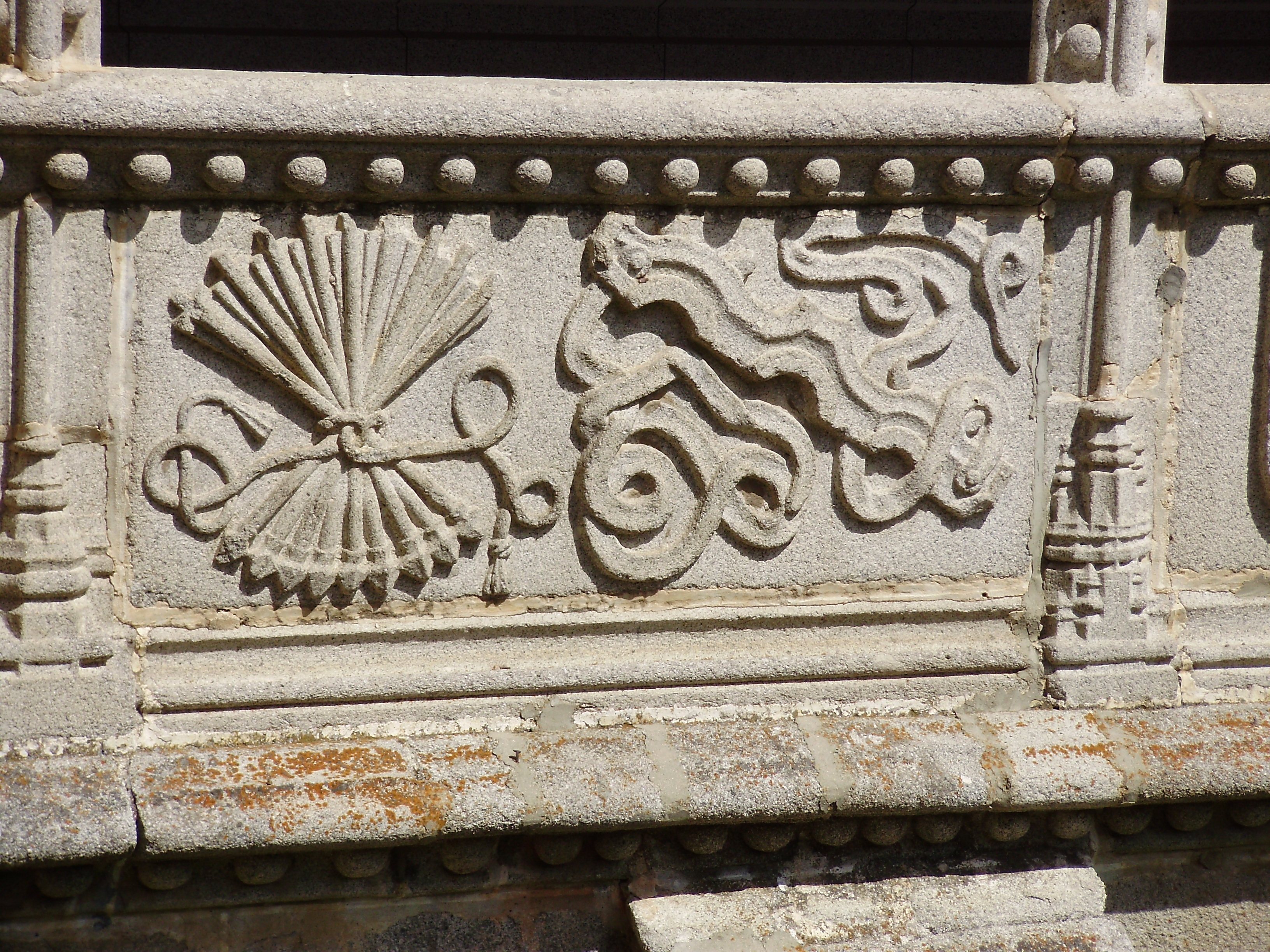
西班牙一座建築上的軛與箭
1492-1508年的西班牙皇家旗幟
西班牙長槍黨的旗幟
西班牙長槍黨的徽章
巴拿馬城的徽章
波多黎各的徽章